# Lacs de Vénasque
Les lacs de Vénasque, surnommés lacs de Boums (boums signifiant lacs) ou encore Boums du Port sur les cartes IGN (France), sont des lacs des Pyrénées, dans la commune de Bagnères-de-Luchon dans la Haute-Garonne en région Occitanie.

## Description
Les lacs de Vénasque sont composés de 3 lacs, le lac supérieur, le lac médian et le lac inférieur :
- Le lac inférieur est à une altitude de 2239 m et a une superficie de 0.9 hectares[4].
- Le lac médian est à une altitude de 2240 m et a une superficie de 0.8 hectares[5].
- Le lac supérieur est à une altitude de 2248 m, a une superficie de 9.6 hectares et une profondeur de 46 mètres, il fut étudié par Émile Belloc, pyrénéiste et hydrologue français[6].

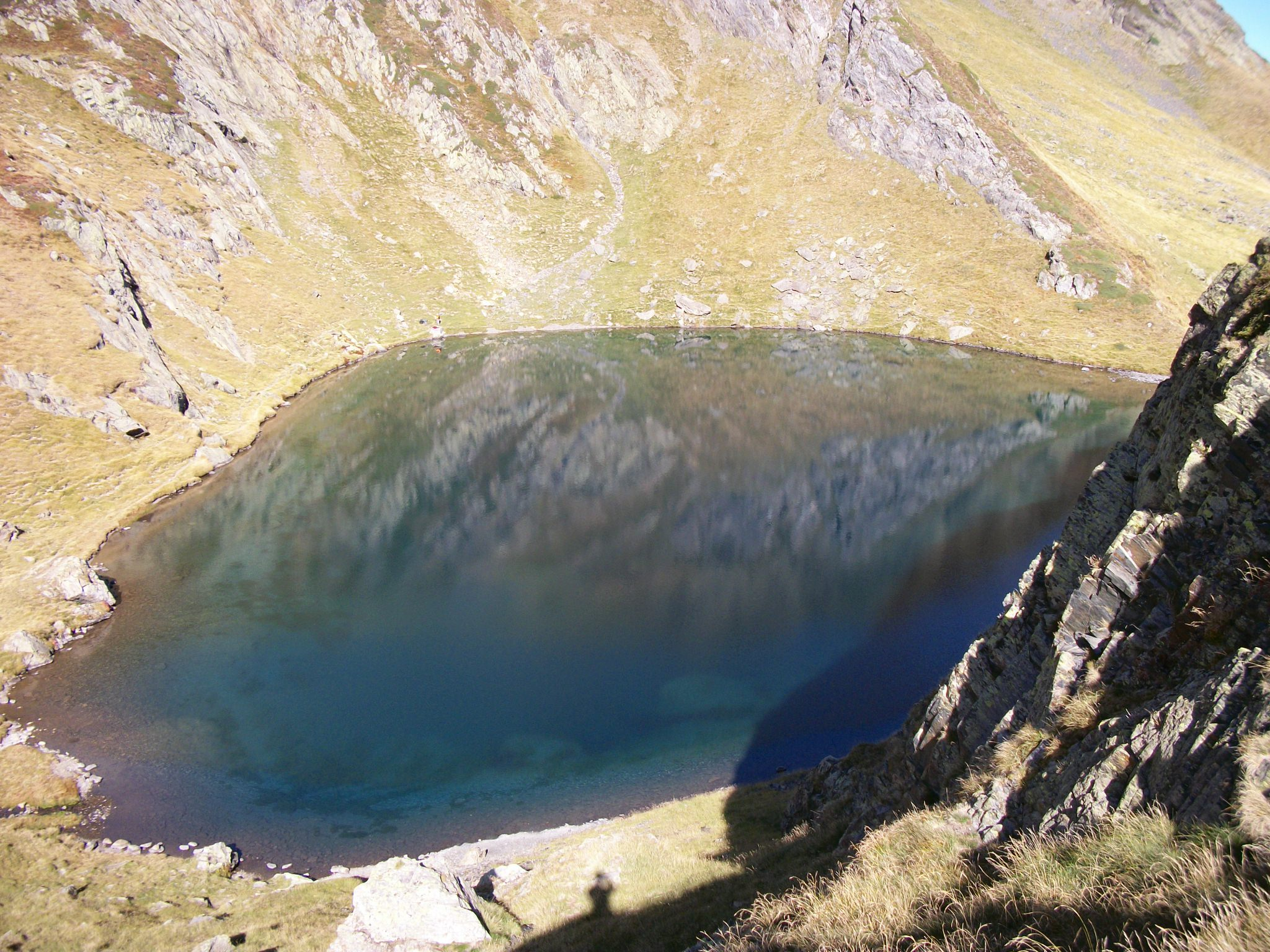
Lac inférieur de Vénasque
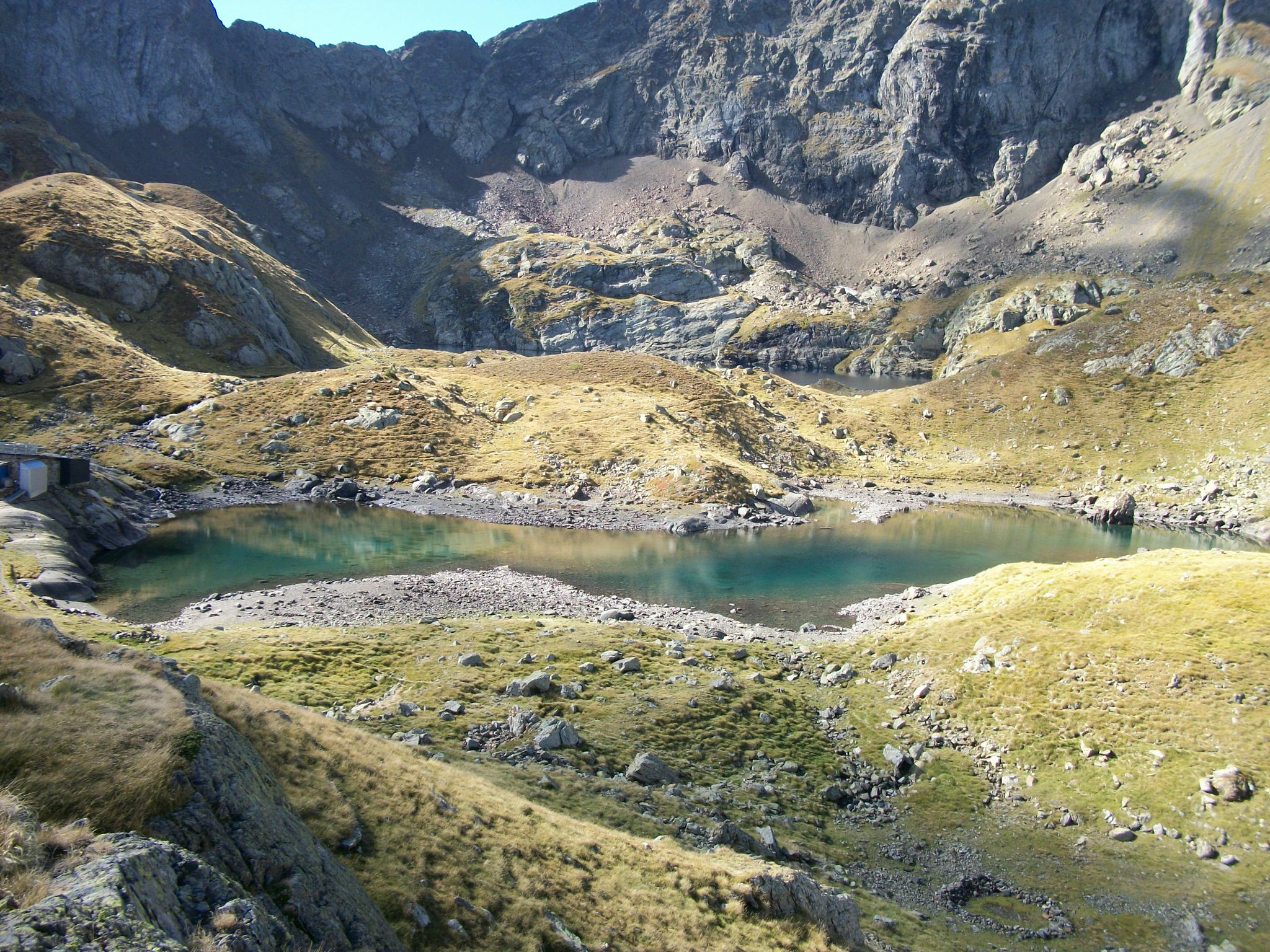
Le lac médian de Vénasque
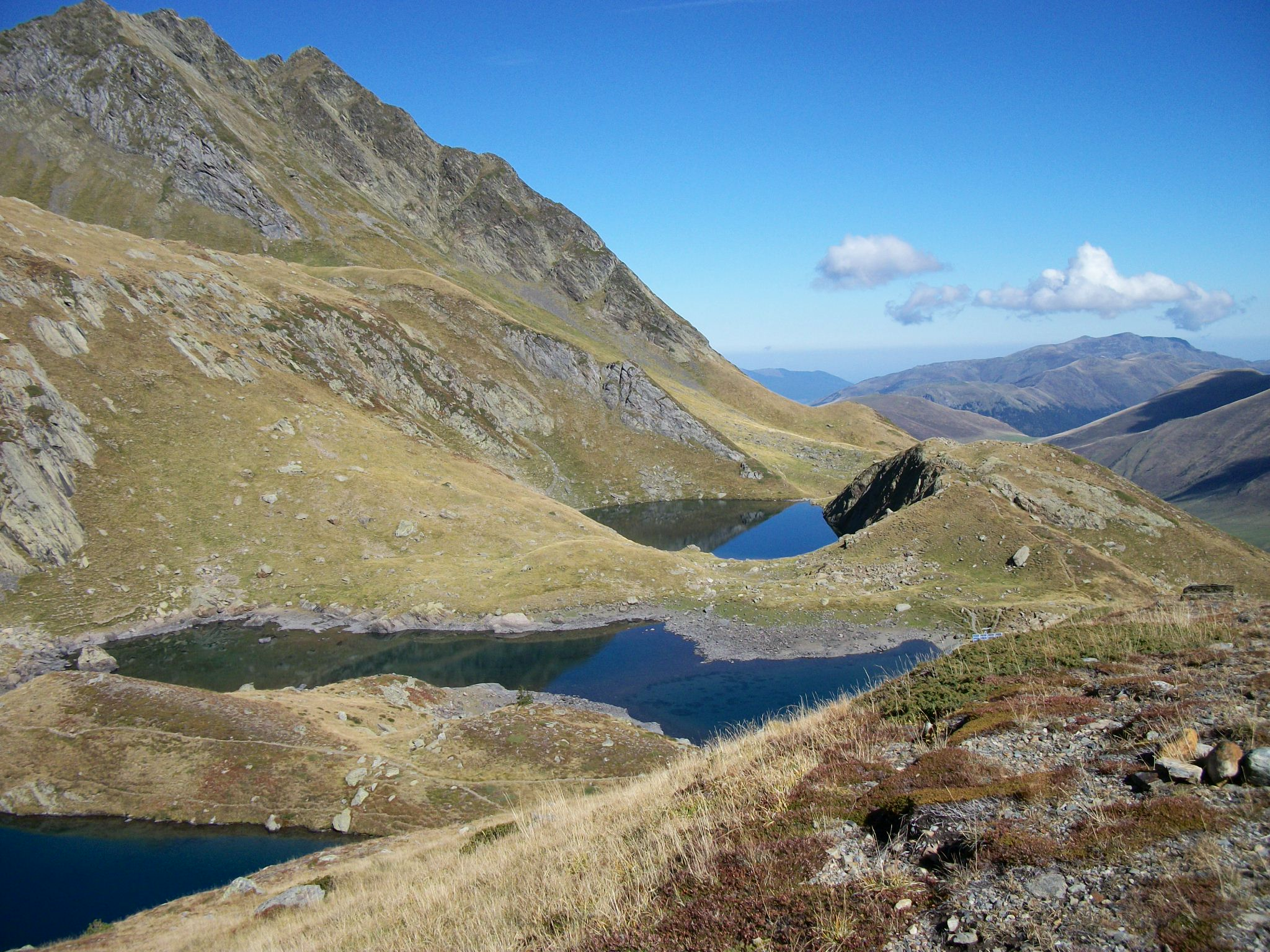
Lacs médian (premier plan) et inférieur (arrière plan) de Vénasque
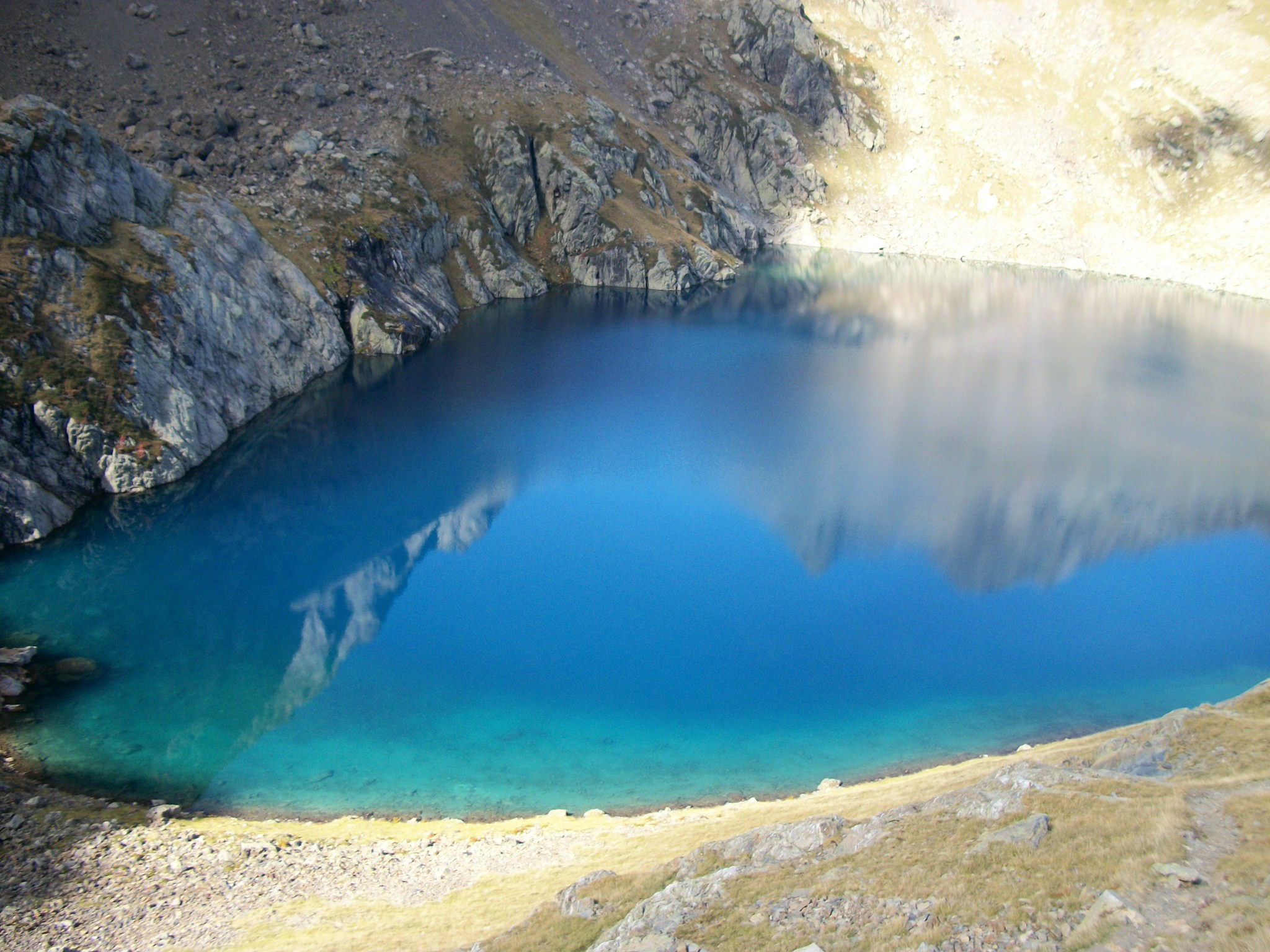
Lac supérieur de Vénasque
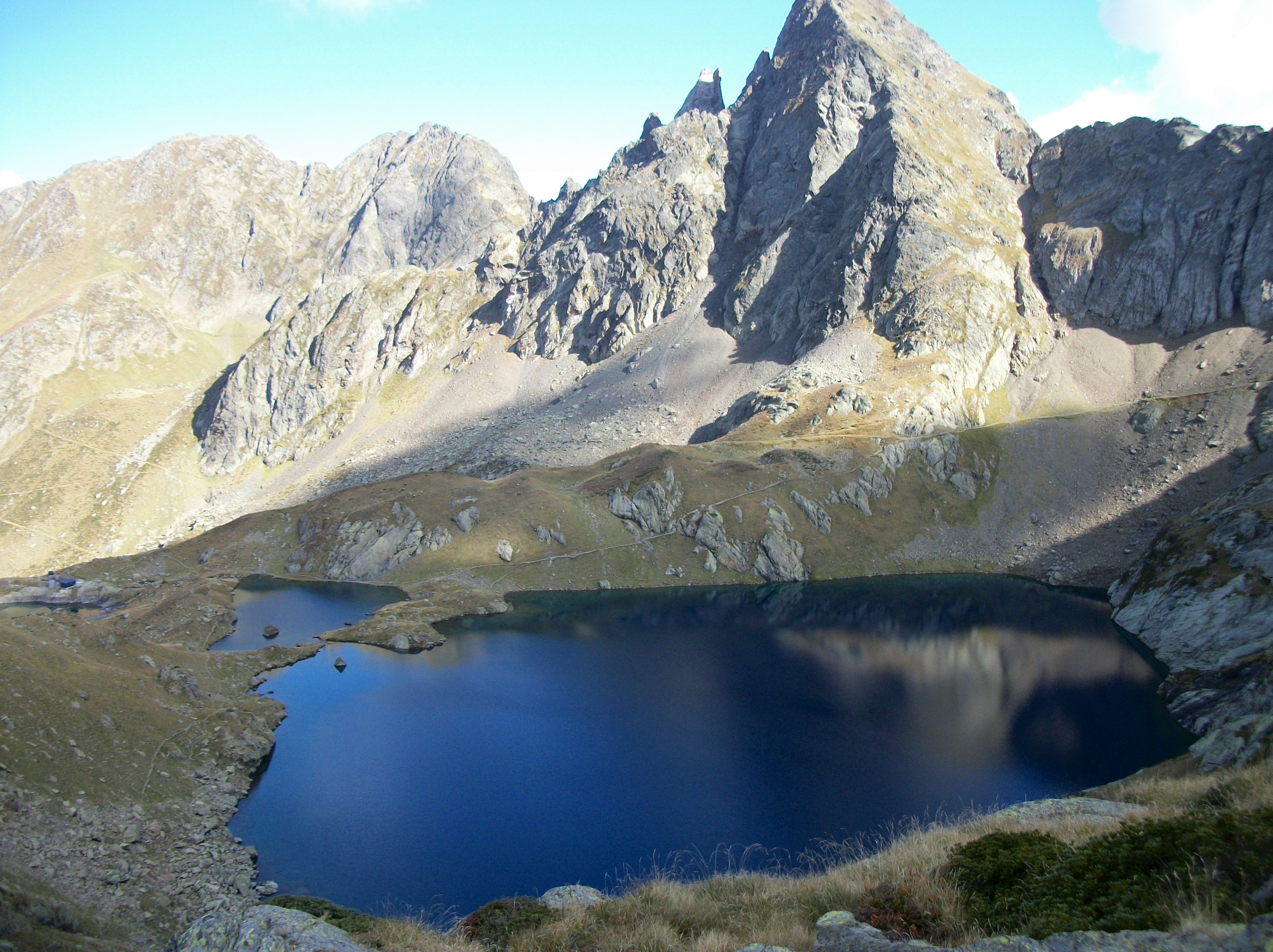
Lac supérieur de Vénasque vu depuis le col de la Montagnette
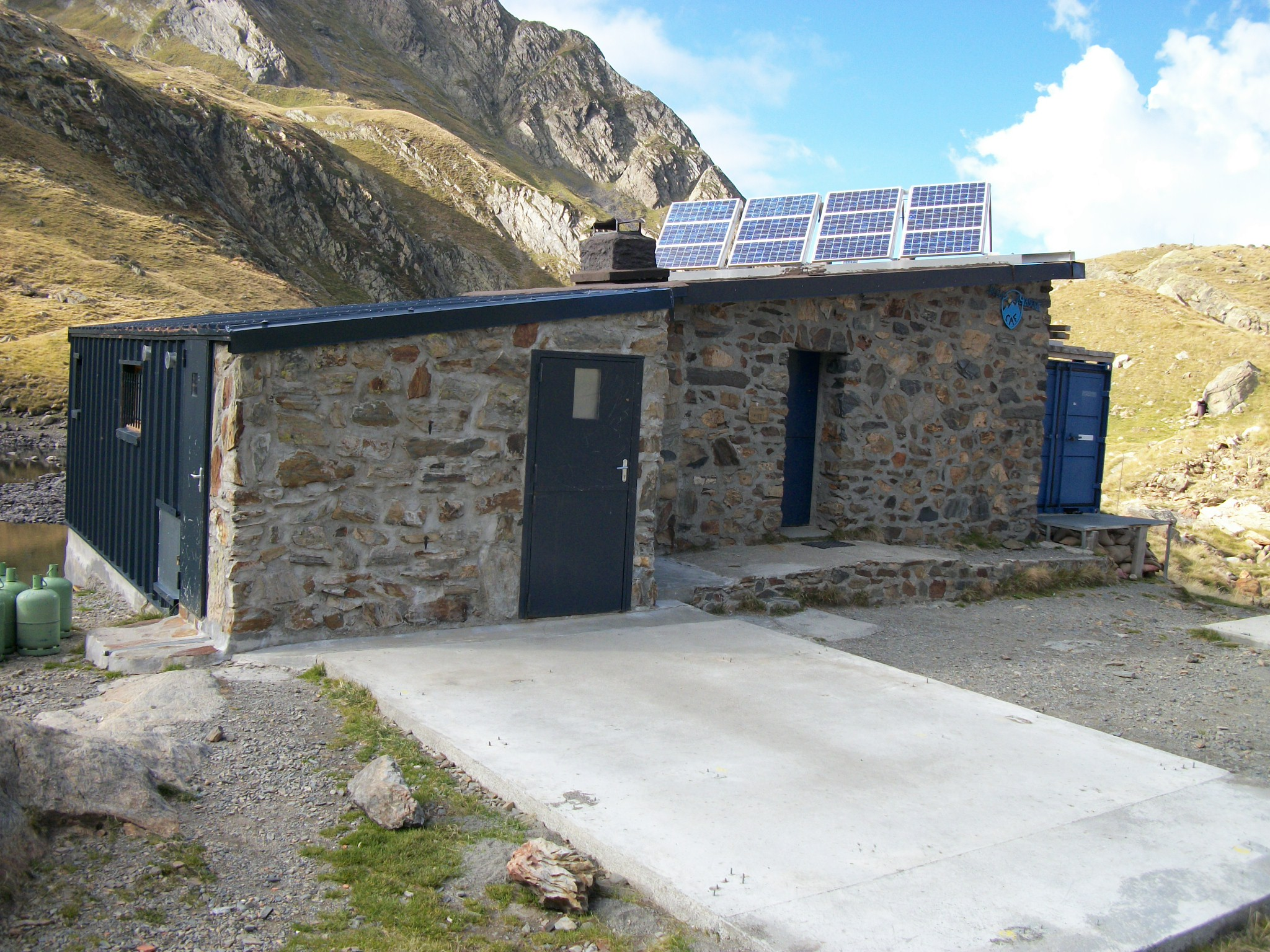
Le refuge de Venasque est à côté du lac médian

## Randonnée
Les lacs de Vénasque sont accessibles au départ d'un chemin de randonnée à partir de l'Hospice de France, après le refuge de Vénasque, le chemin sur la droite mène au col de la Montagnette et au lac de la Montagnette, le chemin à gauche continue vers le Port de Vénasque.

## Protection
Les lacs de Vénasque sont situés dans la zone Natura 2000 de la Haute Vallée de la Pique classé en zone spéciale de conservation depuis 2007 sur une superficie de 8 251 hectares